# Pseudocyclopidae
Pseudocyclopidae é uma família de copépodes pertencentes à ordem Calanoida.

## Géneros
Géneros (lista incompleta):
- Badijella Krsinic, 2005
- Boholina Fosshagen, 1989
- Brattstromia Fosshagen, 1991